# Cyclingteam Jo Piels/Saison 2014
Dieser Artikel listet Erfolge und Fahrer des Radsportteams Cyclingteam Jo Piels in der Saison 2014 auf.

## Erfolge in der UCI Europe Tour
Bei den Rennen der UCI Europe Tour im Jahr 2014 gelangen dem Team nachstehende Erfolge.
| Datum           | Rennen                                                 | Kat. | Sieger               |
| --------------- | ------------------------------------------------------ | ---- | -------------------- |
| 16. April       | 1. Etappe Tour du Loir-et-Cher                         | 2.2  | Geert van der Weijst |
| 30. April       | 2. Etappe Carpathian Couriers Race                     | 2.2U | Jochem Hoekstra      |
| 11. Mai         | Circuit de Wallonie                                    | 1.2  | Maurits Lammertink   |
| 13. Mai         | 1. Etappe Olympia’s Tour                               | 2.2  | Berden de Vries      |
| 13. Mai         | 2. Etappe Olympia’s Tour (MZF)                         | 2.2  | Cyclingteam Jo Piels |
| 13.–17. Mai     | Gesamtwertung Olympia’s Tour                           | 2.2  | Berden de Vries      |
| 29. Mai         | 2. Etappe Tour de Gironde                              | 2.2  | Rens te Stroet       |
| 29. Mai         | 1. Etappe Tour de Berlin                               | 2.2U | Elmar Reinders       |
| 30. Mai         | 2. Etappe Tour de Berlin (EZF)                         | 2.2U | Jochem Hoekstra      |
| 29. Mai–1. Juni | Gesamtwertung Tour de Berlin                           | 2.2U | Jochem Hoekstra      |
| 1. Juni         | 5. Etappe Tour de Gironde                              | 2.2  | Geert van der Weijst |
| 25. Juni        | Niederländische Meisterschaft – Einzelzeitfahren (U23) | CN   | Steven Lammertink    |
| 20. Juli        | 4. Etappe Czech Cycling Tour                           | 2.2  | Maurits Lammertink   |
| 1. August       | 5. Etappe Dookoła Mazowsza                             | 2.2  | Maurits Lammertink   |

## Abgänge – Zugänge
| Zugänge             | Team 2013                         | Abgänge          | Team 2014                         |
| ------------------- | --------------------------------- | ---------------- | --------------------------------- |
| Maurits Lammertink  | Vacansoleil-DCM                   | Robbert de Greef | Koga Cycling Team                 |
| Elmar Reinders      | Metec-TKH Continental Cyclingteam | Johim Ariesen    | Metec-TKH Continental Cyclingteam |
| Joey van Rhee       | Metec-TKH Continental Cyclingteam | Bram de Kort     | Metec-TKH Continental Cyclingteam |
| Twan van den Brand  | Sunweb-Revor (2010)               | Daan Meijers     | WV de Jonge Renner                |
| Tim Ariesen         | Neoprofi                          | Sven van Luijk   | Unbekannt                         |
| Twan Brusselman     | Neoprofi                          | Frank Niewold    | Unbekannt                         |
| Patrick van Leeuwen | Neoprofi                          |                  |                                   |
| Stan Wijkel         | Neoprofi                          |                  |                                   |

## Mannschaft
| Name                 | Geburtstag         | Nationalität |
| -------------------- | ------------------ | ------------ |
| Tim Ariesen          | 20. März 1994      | Niederlande  |
| Koen Bouwman         | 2. Dezember 1993   | Niederlande  |
| Twan van den Brand   | 22. Januar 1989    | Niederlande  |
| Twan Brusselman      | 15. August 1993    | Niederlande  |
| Jasper Hamelink      | 12. Januar 1990    | Niederlande  |
| Jochem Hoekstra      | 21. Oktober 1992   | Niederlande  |
| Maurits Lammertink   | 31. August 1990    | Niederlande  |
| Steven Lammertink    | 4. Dezember 1993   | Niederlande  |
| Patrick van Leeuwen  | 16. April 1985     | Niederlande  |
| Stefan Poutsma       | 10. September 1991 | Niederlande  |
| Elmar Reinders       | 14. März 1992      | Niederlande  |
| Joey van Rhee        | 14. November 1992  | Niederlande  |
| Sjors Roosen         | 18. September 1991 | Niederlande  |
| Rens te Stroet       | 23. September 1989 | Niederlande  |
| Tom Vermeer          | 28. Dezember 1985  | Niederlande  |
| Berden de Vries      | 10. März 1989      | Niederlande  |
| Geert van der Weijst | 6. April 1990      | Niederlande  |
| Stan Wijkel          | 22. Februar 1995   | Niederlande  |